# Mombasiglio
Mombasiglio är en ort och kommun i provinsen Cuneo i regionen Piemonte i Italien. Kommunen hade 610 invånare (2018).